# Mark Downey
Mark Downey (Dromore, 3 luglio 1996) è un ex pistard e ciclista su strada irlandese, vincitore di tre prove di Coppa del mondo su pista e di un bronzo mondiale nella corsa a punti.

## Palmarès

### Pista
- 2016

2ª prova Coppa del mondo 2016-2017, Corsa a punti (Apeldoorn)
- 2017

3ª prova Coppa del mondo 2016-2017, Corsa a punti (Cali)
4ª prova Coppa del mondo 2016-2017, Americana (Los Angeles, con Felix English)
- 2019

Campionati irlandesi, Americana (con Marc Potts)
- 2020

Campionati irlandesi, Scratch

### Altri successi
- 2017

Classifica generale Coppa del mondo 2016-2017, Corsa a punti

### Strada
- 2013 (Juniores)

Prologo Junior Tour of Ireland (cronometro)
- 2014 (Juniores)

Campionati irlandesi, Prova a cronometro Junior
- 2016 (VC Toucy, una vittoria)

6ª tappa Tour Nivernais Morvan (Crux-la-Ville > Decize)

#### Altri successi
- 2018 (Team Wiggins)

Classifica giovani Volta ao Alentejo

## Piazzamenti

### Competizioni mondiali
- Campionati del mondo su pista

Glasgow 2013 - Inseguimento a squadre Junior: 13º
Glasgow 2013 - Corsa a punti Junior: 15º
Hong Kong 2017 - Corsa a punti: 10º
Hong Kong 2017 - Americana: 6º
Apeldoorn 2018 - Corsa a punti: 11º
Apeldoorn 2018 - Americana: 9º
Pruszków 2019 - Corsa a punti: 3º
Pruszków 2019 - Americana: 11º
Berlino 2020 - Corsa a punti: 18º
Berlino 2020 - Americana: 11º
- Campionati del mondo su strada

Toscana 2013 - Cronometro Junior: 48º
Toscana 2013 - In linea Junior: ritirato
Ponferrada 2014 - Cronometro Junior: 34º
Bergen 2017 - In linea Under-23: 9º
- Giochi olimpici

Tokyo 2020 - Omnium: 17º
Tokyo 2020 - Americana: ritirato

### Competizioni europee
- Campionati europei su pista

Anadia 2014 - Inseguimento a squadre Junior: 10º
Anadia 2014 - Inseguimento individuale Junior: 8º
Anadia 2014 - Corsa a punti Junior: 2º
Anadia 2014 - Omnium Junior: 12º
Atene 2015 - Inseguimento a squadre Under-23: 12º
Atene 2015 - Corsa a punti Under-23: 15º
Atene 2015 - Americana Under-23: 21º
Grenchen 2015 - Inseguimento a squadre: 14º
Grenchen 2015 - Corsa a punti: 14º
Montichiari 2016 - Inseg. individuale Under-23: 17º
Montichiari 2016 - Corsa a punti Under-23: 2º
Montichiari 2016 - Americana Under-23: 9º
Sangalhos 2017 - Corsa a punti: 3º
Sangalhos 2017 - Omnium: 5º
Berlino 2017 - Corsa a punti: 13º
Berlino 2017 - Americana: 7º
Glasgow 2018 - Corsa a punti: 9º
Glasgow 2018 - Americana: 11º
Apeldoorn 2019 - Corsa a punti: 10º
Apeldoorn 2019 - Americana: 14º
- Campionati europei su strada

Plumelec 2016 - In linea Under-23: 14º
Zlín 2018 - In linea Under-23: ritirato
- Giochi europei

Minsk 2019 - In linea: 99º
Minsk 2019 - Americana: 8º